# Life Is Elsewhere
Albums de Robin Foster
Where Do We Go from Here?
(2011)
Life Is Elsewhere est le premier album du compositeur Anglais Robin Foster.
Sorti début 2008, il puise son inspiration dans la pop, le rock, l'electro et le post-rock.

## Liste des titres
| N° | Titre                               | Durée |
| -- | ----------------------------------- | ----- |
| 1  | Last Exit/Brest By Night            | 6:16  |
| 2  | Disco Ouessant                      | 9:16  |
| 3  | Goodnight & God Bless               | 3:59  |
| 4  | Loop                                | 6:06  |
| 5  | Do Androids Dream Of Electric Sheep | 5:50  |
| 6  | Down (By Law)                       | 3:31  |
| 7  | Life Is Elsewhere                   | 4:36  |
| 8  | Blue Lights At Dusk                 | 4:27  |
| 9  | Prelude (To The End)                | 1:30  |
| 10 | Save The Cheerleader                | 4:54  |